# Јевгениј Вучетић
Јевгениј Викторовић Вучетић (рус. Евгений Викторович Вучетич; Јекатеринослав, 15/28. децембра 1908 — Москва, 12. априла 1974) је био совјетски вајар и уметник.

## Биографија
Јевгенијев отац Виктор Вучетић, по националности Србин из Грбља.
У Руском грађанском рату био је официр Беле армије, док му је мајка Ана Андрејевна Стјуарт била Рускиња француског порекла.
Учесник је Великог отаџбинског рата. Носилац је највиших награда и ордена у Совјетском Савезу — Лењинове награде, Стаљинове награде, Ордена Лењина, Ордена отаџбинског рата и проглашен је Херојем социјалистичког рада. Био је члан и потпредседник Академије уметника Совјетског Савеза.
Најпознатији радови Јевгенија Вучетића су скулптура Мајка Отаџбина у Кијеву, висине 62/102 m, и највиша скулптура на свету 1967. године — Мајка Отаџбина у Волгограду (Стаљинграду), грађена од 1959. до 1967. године, висине 85 m. Поред тих скулптура, оставио је велика дела и у Берлину, Њујорку (испред УН, скулптура Мачеви у плуг), Паризу и друга дела широм бившег Совјетског Савеза.
Јевгениј Викторовић Вучетић је сахрањен на московском гробљу Новодевичје.

## Галерија
- Споменик совјетским ослободиоцима у Берлину
- Скулпторска група Марсељеза на Тријумфалној капији у Паризу